# بطولة تونس لكرة السلة للرجال 1991–92
بطولة تونس لكرة السلة للرجال 1991–92 هو الموسم رقم 37 من بطولة تونس لكرة السلة للرجال.

فاز بهذا الموسم الملعب النابلي.

## روابط خارجية
- الموقع الرسمي للجامعة التونسية لكرة السلة.